# Lyciella illota
Lyciella illota är en tvåvingeart som först beskrevs av Friedrich Hermann Loew 1847.  Lyciella illota ingår i släktet Lyciella, och familjen lövflugor. Arten är reproducerande i Sverige.